# Marek Wawrzyniak
Marek Wawrzyniak (ur. 6 lipca 1971 w Kole) – generał dywizji Wojska Polskiego, dowódca 2 Inowrocławskiego pułku inżynieryjnego (2013–2016), od 2017 szef Zarządu Inżynierii Wojskowej IRW DG RSZ. 

## Życiorys
Marek Wawrzyniak urodził się 6 lipca 1971 w Kole. W 1990 podjął studia jako podchorąży w Wyższej Szkole Oficerskiej Inżynierii Wojskowej we Wrocławiu. Promowany w 1994 na podporucznika. Służbę zawodową rozpoczął na stanowisku dowódcy plutonu saperów w 17 batalion saperów z 12 Dywizji Zmechanizowanej. Następnie był w 3 Warszawskim pułku pontonowym oraz w 3 pułku drogowo-mostowym na stanowiskach: dowódcy kompanii, szefa sztabu batalionu, szefa sekcji – sekcja operacyjna pułku. 
W 1997 ukończył Wyższy Kurs Specjalistyczny Dowódców, Szefów Sztabów Batalionu z wynikiem bardzo dobrym. W latach 1997–1999 był słuchaczem Akademii Techniczno-Rolniczej w Bydgoszczy, gdzie uzyskał tytuł magistra. W 2005 ukończył studia podyplomowe na Akademii Obrony Narodowej – kierunek Integracja Europejska. Od lipca 2005 do stycznia 2006 pełnił służbę podczas V misji w Polskim Kontyngencie Wojskowym w Iraku na stanowisku starszego oficera w sztabie MND CE. W 2007 na Akademii Obrony Narodowej ukończył kurs Specjalistyczny Kandydatów na Dowódców Batalionu, Dywizjonu oraz ukończył kurs języka angielskiego. Od 30 kwietnia do 3 grudnia 2009 pełnił służbę podczas misji PKW w Libanie na stanowisku zastępca dowódcy kontyngentu (zastępca dowódcy batalionu). W 2011 został wyznaczony na dowódcę 3 Włocławskiego batalionu drogowo-mostowego w Chełmnie, którym był do 2013. 9 kwietnia 2013 został służbowo skierowany do Inowrocławia, gdzie objął funkcję zastępcy dowódcy pułku 2 Inowrocławskiego pułku inżynieryjnego. 
7 października 2013 został wyznaczony na dowódcę 2 pułku inżynieryjnego, którym dowodził do 1 grudnia 2016. Następnie został skierowany do Warszawy, gdzie objął stanowisko służbowe zastępcy Szefa Zarządu Inżynierii Wojskowej IRW DG RSZ. W 2017 objął funkcję szefa Zarządu Inżynierii Wojskowej w DG RSZ. Absolwent studiów podyplomowych w Akademii Sztuki Wojennej. Postanowieniem Prezydenta RP Andrzeja Dudy z dnia 25 lutego 2021 został mianowany z dniem 1 marca 2021 na stopień generała brygady. Akt mianowania odebrał 1 marca 2021 z rąk Prezydenta RP w Pałacu Prezydenckim. 14 sierpnia 2024 został mianowany na stopień generała dywizji.

## Awanse
- podporucznik – 1994[1]

(...)
- generał brygady – 1 marca 2021[10]
- generał dywizji – 14 sierpnia 2024[11]

## Ordery, odznaczenia i wyróżnienia[12]
- Gwiazda Iraku
- Srebrny Medal „Za zasługi dla obronności kraju”
- Brązowy Medal „Za zasługi dla obronności kraju”
- Brązowy Medal „Siły Zbrojne w Służbie Ojczyzny”
- Medal Pamiątkowy Wielonarodowej Dywizji Centrum-Południe w Iraku
- Medal W Służbie Pokoju UNIFIL
- Medal „Milito Pro Christo” – 2019[13]
- Krzyż XXX-lecia Ordynariatu Polowego – 2021[14]
- Odznaka Honorowa Wojsk Lądowych
- Odznaka pamiątkowa 2 Inowrocławskiego pułku inżynieryjnego – 2013 ex officio

i inne.